# Ottilia Adelborg-priset
Ottilia Adelborg-priset är ett litterärt pris med syfte att lyfta fram ett kvinnligt konstnärskap. Det instiftades år 2000 och utdelas av Gagnefs kommun på Ottilias födelsedag den 6 december. Priset utdelas vartannat år till en barnboksillustratör som verkar i Ottilia Adelborgs anda. Priset består av 30 000 kronor och ett diplom med Adelborgmotiv. 

## Pristagare
- 2000 – Catarina Kruusval
- 2002 – Lena Anderson
- 2004 – Maj Fagerberg
- 2006 – Eva Eriksson
- 2008 – Pija Lindenbaum
- 2010 – Maria Jönsson
- 2012 – Kristina Digman
- 2014 – Maria Nilsson Thore
- 2016 – Sara Lundberg
- 2018 – Lotta Geffenblad
- 2020 – Anna Höglund
- 2022 – Kristin Lidström
- 2024 – Jonna Björnstjerna